# Маризополис
Маризополис (порт. Marizópolis) — муниципалитет в Бразилии, входит в штат Параиба. Составная часть мезорегиона Сертан штата Параиба. Входит в экономико-статистический микрорегион Соза. Население составляет 5415 человек на 2006 год. Занимает площадь 63,609 км². Плотность населения — 85,1 чел./км².

## Статистика
- Валовой внутренний продукт на 2003 год составляет 10 510 774,00 реалов (данные: Бразильский институт географии и статистики).
- Валовой внутренний продукт на душу населения на 2003 год составляет 1908,27 реалов (данные: Бразильский институт географии и статистики).
- Индекс развития человеческого потенциала на 2000 год составляет 0,590 (данные: Программа развития ООН).